# Duomo Cracovia

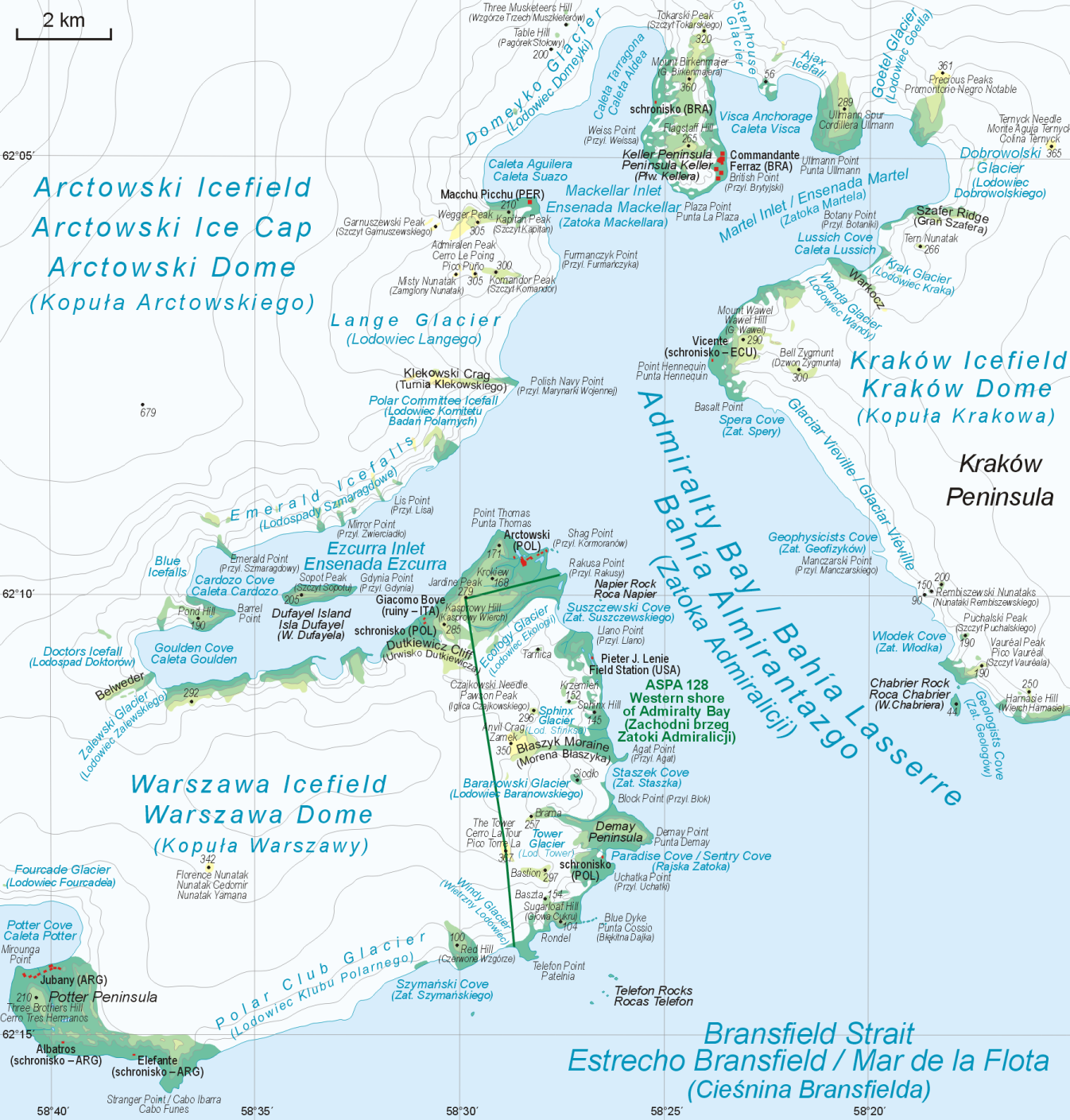
Nella parte orientale di questa mappa è possibile vedere la posizione del duomo Cracovia

Il duomo Cracovia è un duomo glaciale situato sull'Isola di re Giorgio, la più vasta delle Isole Shetland Meridionali, a nord del termine della Penisola Antartica. Il duomo si trova in particolare nella parte centrale della costa meridionale dell'isola, dove ricopre una penisola, chiamata anch'essa Cracovia, circondata a nord-ovest dall'insenatura di Martel, a ovest dalla baia dell'Ammiragliato, a sud dallo stretto di Bransfield e a est dalla baia di Re Giorgio. Dal duomo Cracovia scendono verso il mare diversi ghiacciai, come il Wanda e il Professor, che fluiscono verso nord, il Dobrowolski, il Rybak e il Penderecki, che fluiscono verso ovest, e il White Eagle, che scende verso est.

## Storia
Il duomo Cracovia è stato mappato durante la spedizione francese in Antartide svoltasi dal 1908 al 1910 al comando di Jean-Baptiste Charcot, ed è stato così battezzato dai partecipanti a una spedizione polacca di ricerca antartica svoltasi nel 1980, in onore della città di polacca di Cracovia.